# Jürgen Gebhardt (Politikwissenschaftler)
Jürgen Gebhardt (* 27. Juli 1934 in Berlin) ist ein deutscher Politikwissenschaftler.

## Biografie
Jürgen Gebhardt wurde 1934 in Berlin geboren. Von 1953 bis 1959 studierte er Alte, Mittlere und Neue Geschichte, Literatur sowie Politische Wissenschaft an den Universitäten München, Berlin und Wien. Er wurde 1961 in München zum Doktor der Philosophie promoviert. 1969 erfolgte seine Habilitation. 1971 wurde er Lehrstuhlinhaber an der Universität Bochum. Von 1978 bis zu seiner Emeritierung 2002 war er als ordentlicher Professor für Politische Wissenschaft am Institut für Politische Wissenschaft der Friedrich-Alexander-Universität Erlangen-Nürnberg tätig.

## Veröffentlichungen (Auswahl)
- (Hrsg.): Political cultures and culture of politics. A transatlantic perspective (= Publikationen der Bayerischen Amerika-Akademie. Bd. 9). Winter, Heidelberg 2010, ISBN 978-3-8253-5581-4.

- (Hrsg.): Religious cultures - communities of belief (= Publikationen der Bayerischen Amerika-Akademie. Bd. 10). Winter, Heidelberg 2009, ISBN 978-3-8253-5613-2.

- Politik, Hermeneutik, Humanität. Gesammelte Aufsätze (= Beiträge zur politischen Wissenschaft. Bd. 134). Duncker & Humblot, Berlin 2004, ISBN 3-428-11613-5.
- Verfassung und politische Kultur. Nomos, Baden-Baden 1999, ISBN 3-7890-6141-7.
- (Hrsg.): Demokratie, Verfassung und Nation. Die politische Integration moderner Gesellschaften. Nomos, Baden-Baden 1994, ISBN 3-7890-3207-7.
- (Hrsg.): Bürgerschaft und Herrschaft. Zum Verhältnis von Macht und Demokratie im antiken und neuzeitlichen politischen Denken. Nomos, Baden-Baden 1993, ISBN 3-7890-2981-5.

- Die Krise des Amerikanismus : revolutionäre Ordnung u. gesellschaftl. Selbstverständnis in d. amerikan. Republik. Stuttgart 1976.
- Die Revolution des Geistes. Politisches Denken in Deutschland 1770–1830. Goethe, Kant, Fichte, Hegel, Humboldt. List, München 1968.
- Politik und Eschatologie: Studien zur Geschichte d. Hegelschen Schule in d. Jahren 1830–1840. München 1963.

Festschrift
- Wolfgang Leidhold (Hrsg.): Politik und Politeia. Formen und Probleme politischer Ordnung. Festgabe für Jürgen Gebhardt zum 65. Geburtstag. Königshausen & Neumann, Würzburg 2000, ISBN 3-8260-1939-3.